# Kościół Najświętszej Maryi Panny Królowej Polski w Strzyżewie
Kościół Najświętszej Maryi Panny Królowej Polski – polskokatolicki kościół parafialny należący do parafii pod tym samym wezwaniem (dekanat dolnośląski diecezji wrocławskiej).
Jest to poewangelicka świątynia wybudowana głównie dzięki pomocy finansowej Towarzystwa Gustawa Adolfa, oraz dzięki innym fundacjom i składkom wiernych. W dniu 26 października 1865 roku świątynia została poświęcona przez generalnego superintendenta D. Cranza. 
Po zakończeniu II wojny światowej świątynia stała się własnością Skarbu Państwa. Przez wiele lat pozostawała nieczynna. Dopiero w latach 60. wieku została przekazana parafii rzymskokatolickiej w Kotłowie, a w 1966 roku budowla została poświęcona przez arcybiskupa Walentego Dymka.
Wyposażenie wnętrza zostało wykonane głównie przez Władysława Pasikowskiego.
Kościół reprezentuje styl neogotycki. Od strony wschodniej prezbiterium zamknięte jest wieloboczną absydą, a od strony zachodniej budowla jest ograniczona kwadratową wieżą z zegarem, nakrytą dwupołaciowym dachem. Do wyposażenia świątyni w dwudziestoleciu międzywojennym należały: mensa (pastor stał twarzą do wiernych), czarne ławy, krzyż, tablica do pisania kredą, kazalnica i organy.